# Johannes Baptist Rößler
Johannes Baptist Rößler (ur. 23 czerwca 1850 w Schrems, zm. 4 stycznia 1927) – austriacki duchowny katolicki, biskup diecezjalny St. Pölten 1894-1927.

## Życiorys
Święcenia kapłańskie otrzymał 19 lipca 1874.
5 stycznia 1894 papież Leon XIII mianował go biskupem diecezjalnym St. Pölten. 10 czerwca 1894 z rąk kardynała Antona Josefa Gruschy przyjął sakrę biskupią. Funkcję pełnił aż do swojej śmierci.